# Wallhausen (Württemberg)
Wallhausen ist eine Gemeinde im Landkreis Schwäbisch Hall im fränkisch geprägten Nordosten Baden-Württembergs.

## Geographie

### Geographische Lage
Wallhausen liegt etwa elf Kilometer nördlich von Crailsheim am Rande der Hohenloher Ebene. Die östlichen Ortsteile grenzen an den Trauf der Frankenhöhe.

### Gemeindegliederung
Zur Gemeinde Wallhausen, bestehend aus den ehemaligen Gemeinden Hengstfeld, Michelbach an der Lücke und Wallhausen, gehören acht Dörfer und Weiler.
- Zur ehemaligen Gemeinde Hengstfeld gehören das Dorf Hengstfeld und die Weiler Asbach, Roßbürg und Schönbronn.
- Zur ehemaligen Gemeinde Michelbach an der Lücke gehört das Dorf Michelbach an der Lücke.
- Zur ehemaligen Gemeinde Wallhausen im Gebietsstand vom 30. Juni 1974 gehören das Dorf Wallhausen und die Weiler Limbach und Schainbach.

Im Gemeindegebiet liegen die abgegangenen, heute nicht mehr bestehenden Ortschaften Bach, Hart und Siechheim (im Gebiet der früheren Gemeinde Hengstfeld) sowie Eulenhof, Kreusseldorf, Lutzenweiler und Weibermühle (im Gebiet der Gemeinde Wallhausen vor der Gemeindegebietsreform in Baden-Württemberg).
In den beiden früheren Gemeinden Hengstfeld und Michelbach an der Lücke sind Ortschaften im Sinne der baden-württembergischen Gemeindeordnung mit jeweils eigenem Ortschaftsrat und Ortsvorsteher als dessen Vorsitzender eingerichtet.

### Nachbargemeinden
An Wallhausen angrenzende Kommunen sind die Gemeinde Satteldorf im Süden, die Kleinstadt Kirchberg an der Jagst kurz im Südwesten, die Gemeinde Rot am See im restlichen Westen und Norden – alle bisherigen im baden-württembergischen Landkreis Schwäbisch Hall – sowie die Gemeinde Schnelldorf im bayerisch-mittelfränkischen Landkreis Ansbach im Osten.

### Flächenaufteilung
Nach Daten des Statistischen Landesamtes, Stand 2014.

## Geschichte
Auf das Jahr 1250 ist eine Urkunde datiert, in der ein Ortsadliger namens Heinrich von Wallhausen („Heinr v. Walnhusin“) einen Handelsvorgang bezeugte. Er war ein Lehensmann der Herrschaft Werdeck, die zu der Zeit den Grafen von Lobenhausen unterstand. Schon im Laufe des 13. Jahrhunderts verließen die Herren von Wallhausen den angestammten Ort und wurden Bürger der Reichsstadt Rothenburg ob der Tauber. Neuer Ortsadel ist in Wallhausen seither nicht bezeugt. 1399 kam Wallhausen als Bestandteil der Herrschaft Werdeck an das Fürstentum Ansbach, das seither die Landesherrschaft und die Hochgerichtsbarkeit ausübte. 
Die Grundherrschaft am Ort war zunächst noch sehr heterogen auf verschiedene Herren verteilt, darunter bis zu deren Aussterben 1708 die Herren von Wollmershausen, jedoch war es den Markgrafen von Ansbach möglich, auch die Grundherrschaft im Laufe der Jahrhunderte an sich zu ziehen, so dass der Ort seit 1725 auch grundherrlich zu Gänze dem Fürstentum Ansbach unterstand. 1792 fiel das Gebiet gemäß einem Vertrag des letzten Markgrafen von Ansbach an das Königreich Preußen und 1806 durch den Frieden von Tilsit an das Königreich Bayern. Mit dem Grenzvertrag von 1810 trat Bayern den Ort Wallhausen an das Königreich Württemberg ab. Die württembergische Regierung ordnete Wallhausen dem Oberamt Blaufelden zu, aus dem 1811 das Oberamt Gerabronn hervorging. Bei der Kreisreform während der NS-Zeit in Württemberg gelangte Wallhausen 1938 zum Landkreis Crailsheim.
1945 bis 1952 lag Wallhausen im Nachkriegsland Württemberg-Baden, das 1945 in der Amerikanischen Besatzungszone gegründet worden war. Seit 1952 gehört die Gemeinde zum neuen Bundesland Baden-Württemberg. 
Durch die Kreisreform von 1973 kam der Ort zum Landkreis Schwäbisch Hall.
Die Gesamtgemeinde Wallhausen besteht in der jetzigen Form seit dem 1. Juli 1974. An diesem Datum vereinigte sich die Gemeinde Wallhausen mit den ebenfalls zuvor selbständigen Gemeinden Hengstfeld und Michelbach an der Lücke zur neuen Gemeinde Wallhausen.

## Politik

### Gemeinderat
In Wallhausen wird der Gemeinderat nach dem Verfahren der unechten Teilortswahl gewählt. Dabei kann sich die Zahl der Gemeinderäte durch Überhangmandate verändern. 2024 umfasst der Gemeinderat 18 Personen, darunter drei Frauen. Er besteht aus den gewählten ehrenamtlichen Gemeinderäten und dem Bürgermeister als Vorsitzendem. Der Bürgermeister ist im Gemeinderat stimmberechtigt.
Die Kommunalwahl am 9. Juni 2024 führte zu folgendem Endergebnis. Die Wahlbeteiligung betrug 58,88 Prozent.
| Liste                         | Stimmenanteil | Sitze |
| Unabhängige Wählervereinigung | 82,95 %       | 15    |
| CDU                           | 17,05 %       | 3     |

### Bürgermeister
Bürgermeister ist seit dem 1. Oktober 2022 der parteilose Andreas Frickinger. Er wurde am 3. Juli 2022 mit 76,4 Prozent der Stimmen gewählt. Seine Vorgängerin Rita Behr-Martin (ebenfalls parteilos) wurde 2006 erstmals zur Bürgermeisterin gewählt und im Juli 2014 mit 92 Prozent der Stimmen im Amt bestätigt. Bei der Bürgermeisterwahl 2022 trat sie nicht wieder an.

## Sehenswürdigkeiten

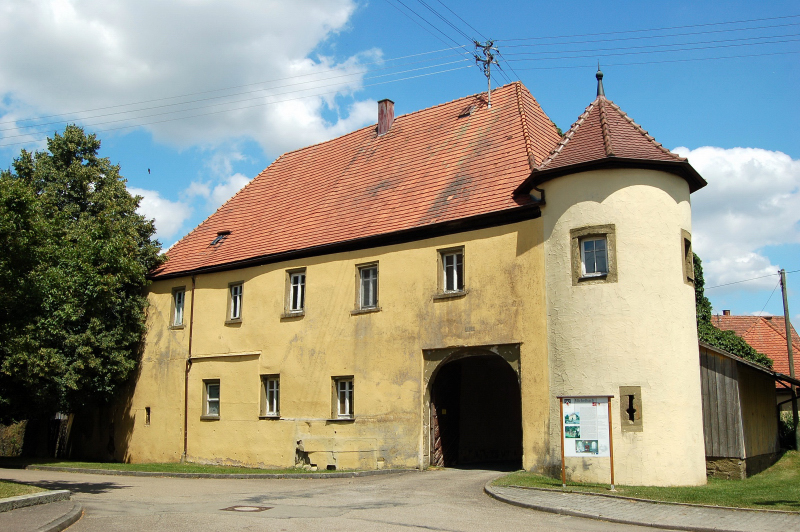
Schloss in Michelbach

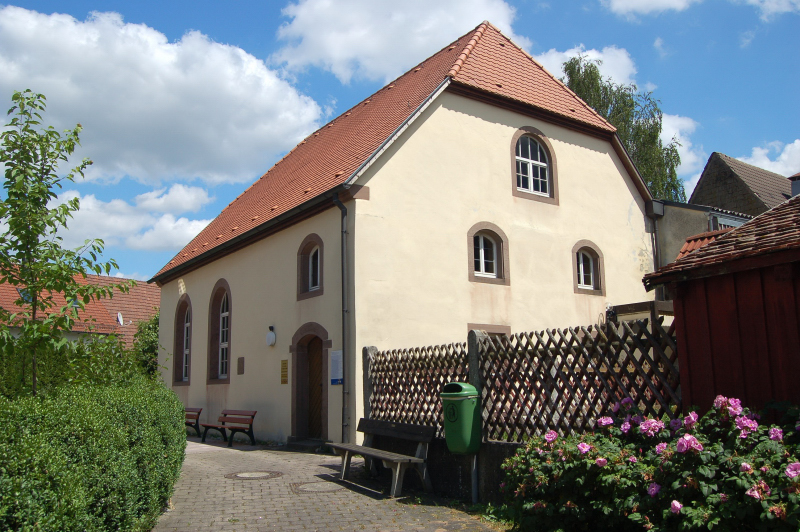
Synagoge in Michelbach

- Das Schloss in Michelbach an der Lücke geht auf eine Wasserburg aus dem 10. Jahrhundert zurück und bildete mit vier Urhöfen den ältesten Siedlungskern des Ortes. Nach der Schlacht bei Herbsthausen 1645 zerstört, wurde das Schloss 1709 in seiner heutigen Gestalt neu erbaut. Im Schlosshof befand sich einst eine katholische Kapelle.
- Die Synagoge im Ortsteil Michelbach gehört zu den wenigen, die beim Novemberpogrom 1938 nicht zerstört wurden. Nach einem Verkauf diente sie als Munitionsdepot und Getränkelager, wurde später restauriert und fungiert seit 1984 als Gedenkstätte und Ort der Begegnung und Weiterbildung zur Thematik Jüdisches Leben in Baden-Württemberg.[9] Auf dem jüdischen Friedhof Michelbach an der Lücke wurden von 1840 bis 1939 die Toten der jüdischen Gemeinde bestattet.
- In Schainbach gibt es die romanische Jakobuskirche, in Hengstfeld die Kirche St. Lambert von 1837 mit Resten eines älteren Vorgängerbaus (beide evangelisch).
- Weidenbach-Versickerung – Rund einen Kilometer nordwestlich von Wallhausen kann man ein seltenes Naturereignis betrachten. Im zerklüfteten und porösen Muschelkalk versickert der Weidenbach über den größten Teil des Jahres. Ein großer Teil des im verkarsteten Gestein verschwindenden Wassers fließt fast 18 km unterirdisch und tritt bei Sulzdorf-Neunbronn an der Bühler aus neun Quellen im Talgrund wieder aus, die heute von einem Mühlenweiher überstaut sind.[10]
- Historische Pumpstation – Im Ortsteil Schainbach steht eine Pumpstation aus dem Jahre 1912. Es handelt sich um eine der ältesten Pumpstationen Württembergs. Inzwischen musste das Pumpwerk stillgelegt werden. Das Eigenwasser ist durch zu hohe Rückstände von Pflanzenschutzmitteln nicht mehr direkt, sondern nur durch Mischung (zuletzt 1:13) mit Fernwasser nutzbar. Dadurch sank jedoch die Förderung von ehemals 80.000 m³ auf zuletzt 7.900 m³ was einen wirtschaftlichen Betrieb nicht mehr zulässt.[11]
- Der Wasser- und Aussichtsturm wurde 1974 erbaut und 2001 saniert. Er hat eine Höhe von 33 m; die obere Wasserkammer befindet sich damit 507 m über NN. Sie fasst 350 m³ Wasser, die untere 250 m³. Damit ist die Wasserversorgung von etwa 400 Menschen gesichert. Der Turm ist im Geschmack seiner Entstehungszeit bemalt.
- Historischer Ortsarrest – Im Ortsteil Hengstfeld steht noch der historische Ortsarrest.
- Dorfschulmuseum Hengstfeld

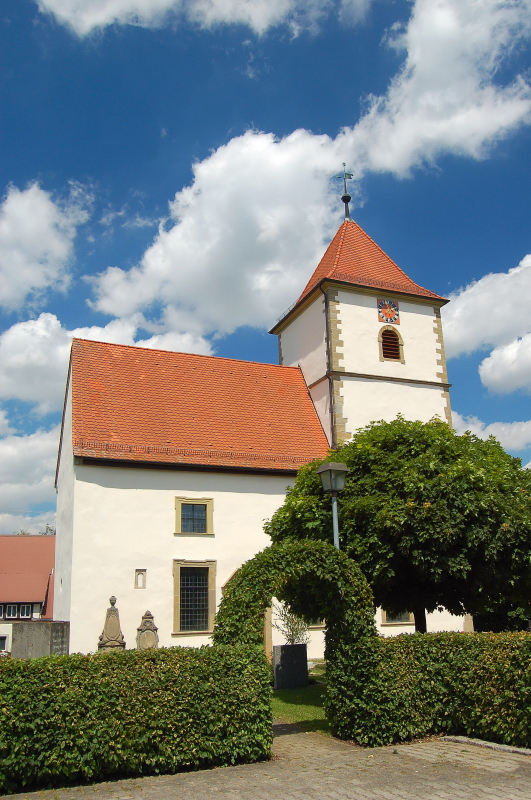
Jakobuskirche in Schainbach
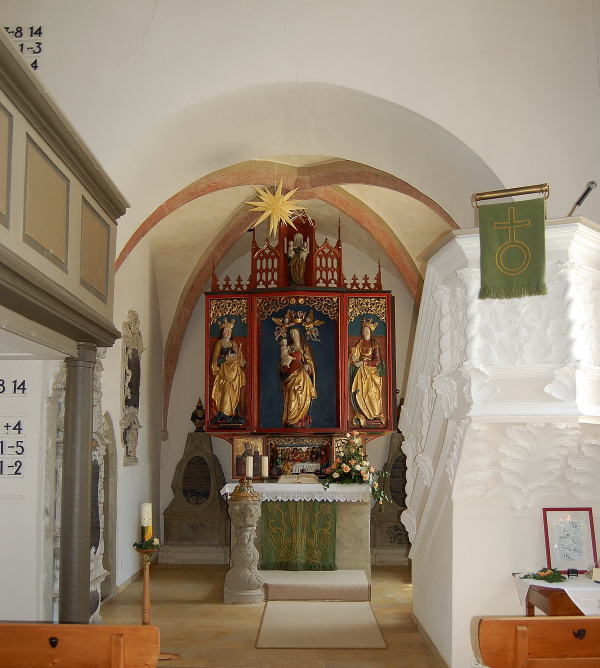
Altar in der Jakobuskirche
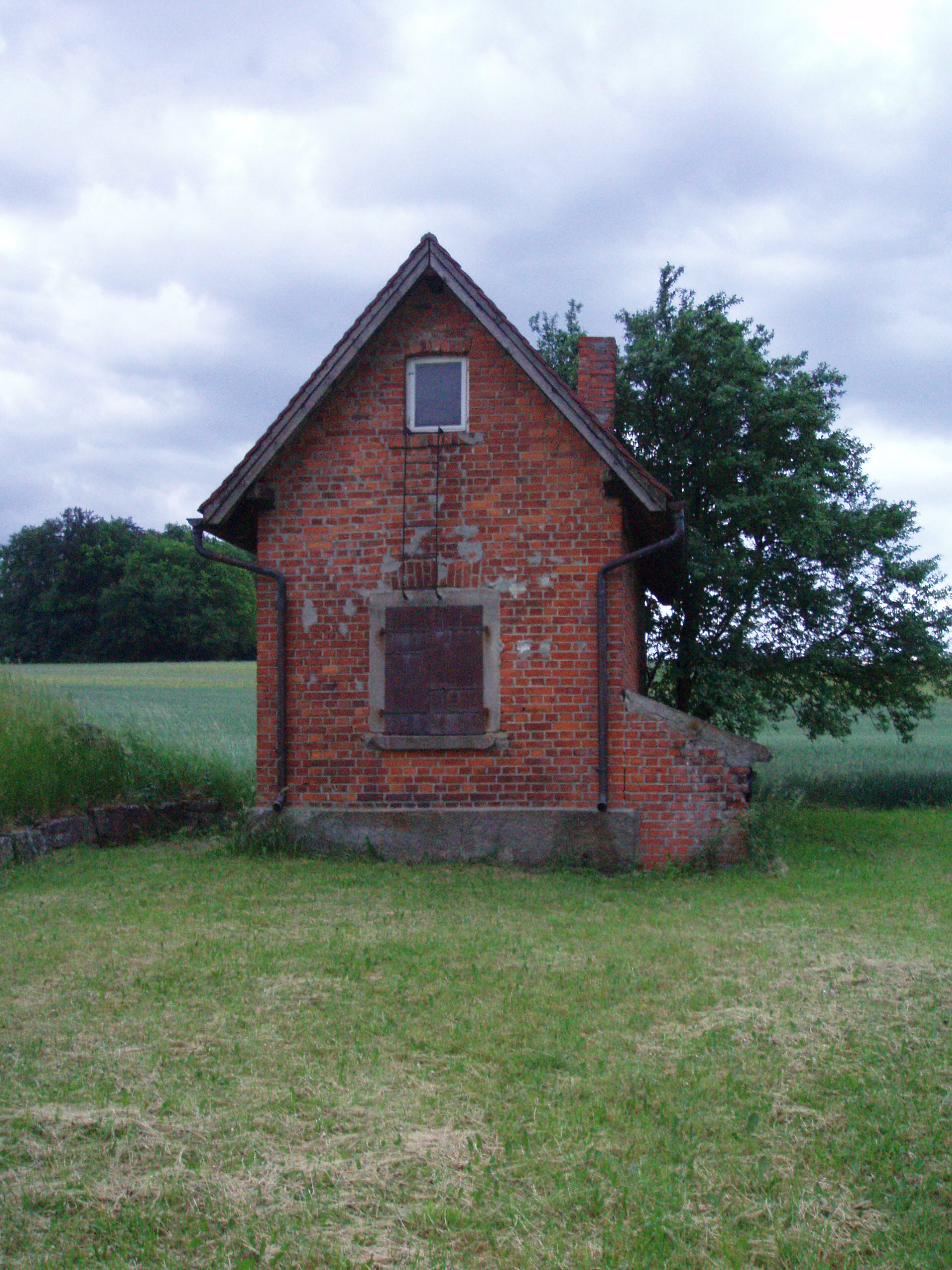
Historische Pumpstation
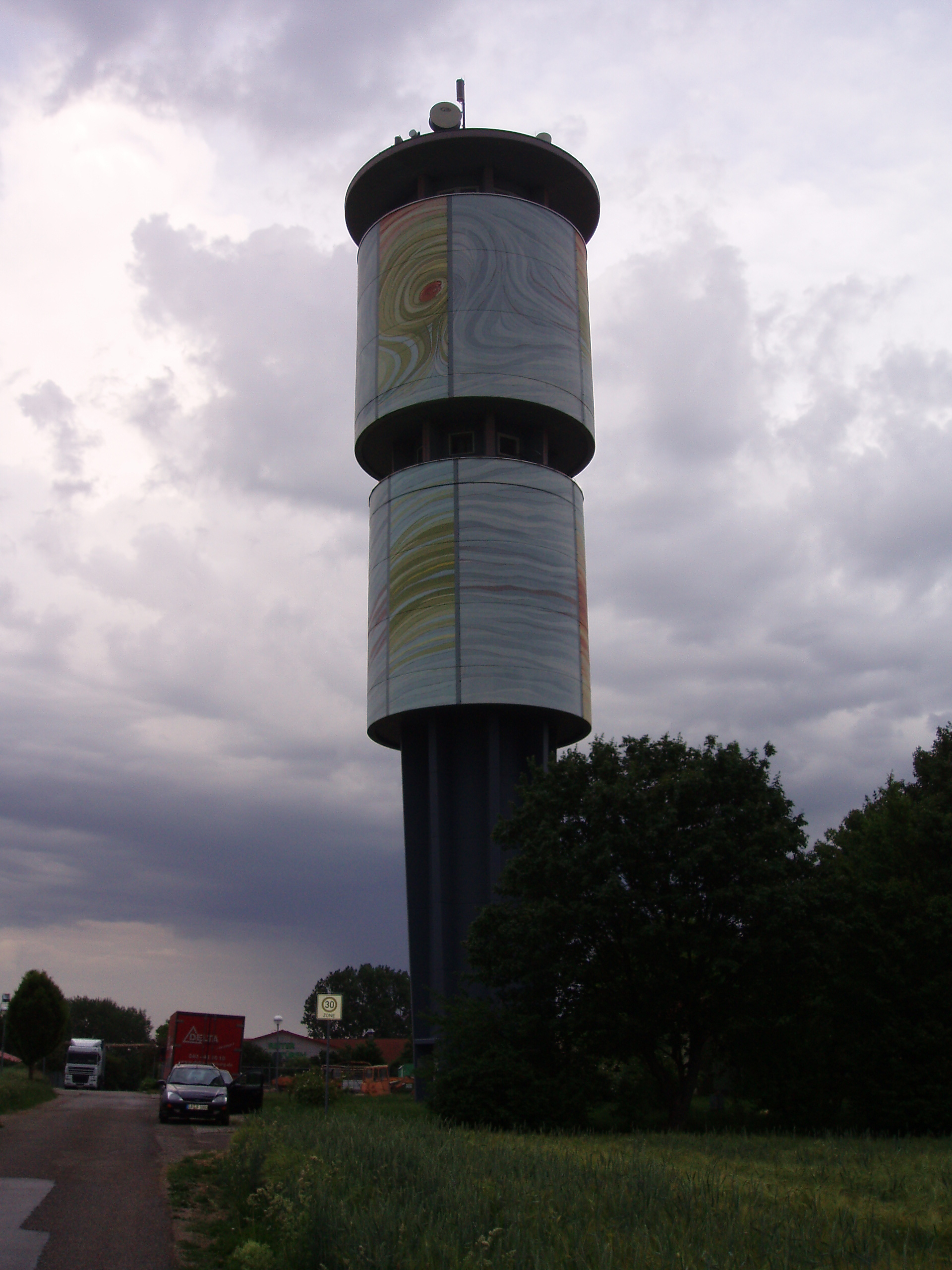
Wasser- und Aussichtsturm von 1974

### Freizeit
- Freibad Hengstfeld: kleines Familien-Freibad
- Naturerlebnisbad in Wallhausen (seit Juni 2006)

## Wirtschaft und Infrastruktur

### Verkehr
Der Haltepunkt Wallhausen (Württ) liegt an der Bahnstrecke Crailsheim–Königshofen. Im Stundentakt verkehren die Züge Richtung Aschaffenburg und Crailsheim. Wallhausen liegt recht verkehrsgünstig drei Kilometer von der Bundesautobahn 6 Heilbronn–Nürnberg und zehn Kilometer von der Bundesautobahn 7 Würzburg–Kempten entfernt. 
Durch eine Alltagsroute aus dem Radnetz Baden-Württemberg ist Wallhausen über Satteldorf mit Crailsheim und in der anderen Richtung über Rot am See, Blaufelden und Schrozberg mit Bad Mergentheim verbunden. Über den Teilort Michelbach an der Lücke führt der niedrigste Übergang zwischen den beliebten Radfernwegen Kocher-Jagst-Radweg und Taubertalradweg.

## Persönlichkeiten

### Söhne und Töchter der Gemeinde
- Carl Billich (1816–1877); geboren in Hengstfeld, württembergischer Oberamtmann
- Adolf Jandorf (* 7. Februar 1870 in Hengstfeld; † 12. Januar 1932 in Berlin), Gründer des Kaufhauses des Westens (KaDeWe) in Berlin
- Julius Wengert (* 16. Oktober 1871 in Wallhausen; † 7. Oktober 1925 in Lugano), Pädagoge, Komponist, Gauchormeister und königlicher Hofmusikdirektor
- Jenny Grimminger (* 26. November 1895 in Michelbach an der Lücke; † 2. Dezember 1943 im KZ Auschwitz), NS-Opfer